# Tygodnik Wojenny
Tygodnik Wojenny – polskie czasopismo opozycyjne wydawane w „drugim obiegu” od 1982 do 1985, związane z ruchem NSZZ „Solidarność”. Miało charakter informacyjny, następnie informacyjno-publicystyczny. Faktycznie ukazywało się średnio co półtora tygodnia, w objętości 4 stron (rzadziej od dwóch do sześciu).

## Historia
Pierwszy numer pisma ukazał się w Warszawie z datą 7 stycznia 1982 w nakładzie ok. 6000 egzemplarzy. Jego pomysłodawcą i pierwszym redaktorem naczelnym był Jan Strękowski. Pierwszą redakcję pisma tworzyli poza nim Włodzimierz Cichomski, Piotr Stańczyk, Waldemar Baraniewski i Piotr Szubert. Przez kilka pierwszych miesięcy członkiem redakcji był także Ryszard Holzer, w kolejnych latach dołączyli do niej Piotr Bigoś, Krzysztof Czabański, Ernest Skalski, Andrzej Kaczyński, Jan Bryłowski (chociaż nie wszystkie te osoby tworzyły redakcję równocześnie). Ponadto istniały tzw. redakcje zastępcze na wypadek zatrzymania członków redakcji. Tworzyli je Mateusz Wyrwich i Joanna Wyrwich oraz Jan Doktór i Stanisława Domagalska. Wśród autorów byli m.in. ks. Stanisław Małkowski (piszący pod swoim nazwiskiem), Leszek Szaruga (autor rubryki „Socrealia”), Leon Bójko, Wanda Falkowska, Wojciech Giełżyński, Jacek Maziarski.
Początkowo kolportowane na Mazowszu, od czerwca 1982 miało zasięg ogólnopolski, było wydawane m.in. także we Wrocławiu, Szczecinie, Toruniu, Kielcach, Lublinie. Jego nakład wynosił ok. 6–12 tys. w Warszawie, 40 tys. w całej Polsce. Od lutego 1982 wydawało broszury w tzw. Bibliotece „Tygodnika Wojennego” (ukazało się ich ok. 25, jako pierwsza Sierpień 1980 – Grudzień 1981 – co dalej? Zbigniewa Romaszewskiego). Od jesieni 1983 odpowiedzialnym za druk pisma był Andrzej Fedorowicz. Było jedynym pismem drugoobiegowym akredytowanym na uroczystości przyznania nagrody Nobla Lechowi Wałęsie w grudniu 1983. Numery 75–80 redagowali Mateusz Wyrwich, Joanna Wyrwich i Piotr Szubert, numery 90–100 Jan Doktór i Stanisława Domagalska z pomocą Jana Bryłowskiego i Ernesta Skalskiego, kolejne samodzielnie, ale nieregularnie Jan Strękowski. Ostatni, 105 numer ukazał się z datą 26 marca 1985. Część członków redakcji zaangażowała się w wydawany od 1984 „Przegląd Wiadomości Agencyjnych”.